# Século IV
O século IV começou em 1 de janeiro de 301 e terminou em 31 de dezembro de 400.
No Ocidente, a primeira parte do século foi moldada por Constantino, o Grande, que se tornou o primeiro imperador romano a adotar o Cristianismo. Ganhando o reinado único do império, ele também é conhecido por restabelecer uma única capital imperial, escolhendo o local da antiga Bizâncio em 330 (ao invés das capitais de então, que foram efetivamente alteradas pelas reformas de Diocleciano em Milão no Ocidente, e em Nicomedeia no Oriente) para construir a cidade logo chamada Nova Roma (Nova Roma); mais tarde foi rebatizado de Constantinopla em sua homenagem.
O último imperador a controlar as metades oriental e ocidental do império foi Teodósio I. À medida que o século avançava após sua morte, tornava-se cada vez mais evidente que o império havia mudado de muitas maneiras desde a época de Augusto. O sistema de dois imperadores originalmente estabelecido por Diocleciano no século anterior entrou em prática regular, e o leste continuou a crescer em importância como um centro de comércio e poder imperial, enquanto a própria Roma diminuía muito em importância devido à sua localização longe de potenciais pontos problemáticos, como a Europa Central e o Oriente Médio. No final do século, o cristianismo se tornou a religião oficial do estado. A prosperidade geral foi sentida durante todo este período, mas invasões recorrentes por tribos germânicas atormentaram o império de 376 d.C em diante. Essas primeiras invasões marcaram o início do fim do Império Romano do Ocidente.
Na China, a dinastia Jin, que havia unido a nação antes em 280, começou a enfrentar problemas rapidamente no início do século devido a lutas políticas, que levaram às insurreições oportunistas das tribos bárbaras do norte (começando o período dos Dezesseis Reinos), que rapidamente dominaram o império, forçando a corte Jin a recuar e se entrincheirar no sul, além do rio Iangtzé, dando início ao que é conhecido como a dinastia Jin Oriental por volta de 317. No final do século, Imperador do Ex-Qin, Fu Jiān, uniu o norte sob sua bandeira, e planejou conquistar a dinastia Jin no sul, para finalmente reunir a terra, mas foi derrotado decisivamente na Batalha do Rio Fei em 383, causando grande agitação e guerra civil em seu império, levando assim à queda do Antigo Qin e à continuação da existência da dinastia Jin Oriental.
De acordo com arqueólogos, há evidências arqueológicas suficientes de sociedades em nível de estado se uniram no século IV para mostrar a existência na Coreia dos Três Reinos (300 / 400-668 DC) de Baekje, Goguryeo e Silla.

## Décadas e anos
| Década de 290 | 290 | 291 | 292 | 293 | 294 | 295 | 296 | 297 | 298 | 299 |
| Década de 300 | 300 | 301 | 302 | 303 | 304 | 305 | 306 | 307 | 308 | 309 |
| Década de 310 | 310 | 311 | 312 | 313 | 314 | 315 | 316 | 317 | 318 | 319 |
| Década de 320 | 320 | 321 | 322 | 323 | 324 | 325 | 326 | 327 | 328 | 329 |
| Década de 330 | 330 | 331 | 332 | 333 | 334 | 335 | 336 | 337 | 338 | 339 |
| Década de 340 | 340 | 341 | 342 | 343 | 344 | 345 | 346 | 347 | 348 | 349 |
| Década de 350 | 350 | 351 | 352 | 353 | 354 | 355 | 356 | 357 | 358 | 359 |
| Década de 360 | 360 | 361 | 362 | 363 | 364 | 365 | 366 | 367 | 368 | 369 |
| Década de 370 | 370 | 371 | 372 | 373 | 374 | 375 | 376 | 377 | 378 | 379 |
| Década de 380 | 380 | 381 | 382 | 383 | 384 | 385 | 386 | 387 | 388 | 389 |
| Década de 390 | 390 | 391 | 392 | 393 | 394 | 395 | 396 | 397 | 398 | 399 |
| Década de 400 | 400 | 401 | 402 | 403 | 404 | 405 | 406 | 407 | 408 | 409 |